# Kompleta Gramatiko Detaloza di la Linguo Internaciona Ido
Het Kompleta Gramatiko Detaloza di la Linguo Internaciona Ido is de basisgrammatica van de kunstmatige taal Ido, samengesteld door L. de Beaufront, verschenen te Esch (Luxemburg), 1925. Destijds te koop voor 2 Zwitserse frank. In dit boek wordt de grammatica van het Ido uitvoerig uiteengezet.